# 3. септембар
3. септембар (3.9.) је 246. дан у години по грегоријанском календару (247. у преступној години). До краја године има још 119 дана.

## Догађаји
- 1189 — Ричард Лављег Срца, крунисан је у Вестминстерској опатији у Лондону за краља Енглеске.
- 1759 — Из Португалије је почело протеривање римокатоличких језуита.
- 1783 — Велика Британија, САД, Шпанија и Француска су потписале су у Париски мир којим је формално завршен Амерички рат за независност.
- 1791 — Француска скупштина усвојила је устав којим је успостављена уставна монархија.
- 1806 — Српски устаници су поразили турску војску у бици на Делиграду.
- 1826 — Николај I Павлович Романов је крунисан за цара Русије.
- 1861 — Генерал Конфедерације Леонидас Полк је напао неутрални Кентаки, приморавши државно руководство да тражи помоћ Уније.
- 1884 — Из Београда је кренуо први путнички воз на прузи Београд-Ниш, првој у Србији. Почетак градње 21. јуна 1881. обележио је сребрним будаком кнез Милан Обреновић. Испраћају воза, искићеног цвећем и српским тробојкама, поред великог броја грађана, присуствовали су угледни гости из Беча и Будимпеште.
- 1902 — Завршиле се антисрпске демонстрације у Загребу.
- 1931 — Краљ Југославије Александар Први Карађорђевић прогласио је октроисани Устав којим је озакоњена монархистичка диктатура, уведена 6. јануара 1929.
- 1939 — Два дана после немачког напада на Пољску, Уједињено Краљевство и Француска су објавиле рат Немачкој.
- 1939 — На кружној стази око Калемегдана, у Београду су одржане до тада највеће међународне аутомобилске трке у Југославији.
- 1939 — Немачка подморница У-30 је торпедовала и потопила британски путнички прекоокеански брод СС Атенија, усмртивши 117 особа.
- 1943 — Англо-америчке снаге су се искрцале на италијанско копно у Другом светском рату.
- 1944 — Холокауст: Ана Франк и њена породица налазе се у последњем транспортном возу на путу од транзитног логора Вестерборк према концентрационом логору у Аушвицу, у који су дошли три дана касније.
- 1971 — Катар je постао независна држава..
- 1976 — Амерички васионски брод без људске посаде „Викинг 2“ спустио се на Марс и почео да шаље фотографије са те планете.
- 1985 — У саобраћајној несрећи на путу Београд - Нови Сад у својој 23. години, погинуо Драган Манце, фудбалер Партизана и идол Гробара.
- 1994 — Русија и Кина прогласиле су завршетак међусобних непријатељстава и договориле се да уклоне нуклеарне ракете које су биле усмерене из једне земље према другој.
- 1999 — Мисија УН на Косову и Метохији суспендовала је југословенски валутни закон и успоставила царинску контролу на граници Косова и Метохије са Бившом Југословенском Републиком Македонијом.
- 2001 — САД и Израел су повукле своје делегације са конференције УН о расизму у Дурбану, у знак протеста због покушаја да се Израел означи као расистичка земља.
- 2004 — У акцији ослобађања таоца у школи у руском граду Беслану 331 талац погинуо. (види Талачка криза у Беслану).
- 2009 — У серији експлозија које су погодиле фабрику муниције „Први партизан“ у Ужицу, погинуло седам а повређено 14 радника.

## Рођења
- 1856 — Луис Саливан, ирско-амерички архитекта. (прем. 1924)
- 1859 — Жан Жорес, француски социјалистички политичар. (прем. 1914)
- 1869 — Фриц Прегл, словеначко-аустријски хемичар и лекар, добитник Нобелове награде за хемију (1923). (прем. 1930)
- 1875 — Фердинанд Порше, аустријско-немачки конструктор аутомобила. (прем. 1951)
- 1905 — Карл Дејвид Андерсон, амерички физичар, добитник Нобелове награде за физику (1936). (прем. 1991)
- 1921 — Жика Митровић, српски редитељ и сценариста. (прем. 2005)
- 1926 — Ирена Папас, грчка глумица и певачица. (прем. 2022)
- 1934 — Фреди Кинг, амерички блуз гитариста и певач. (прем. 1976)
- 1937 — Драган Бабић, југословенски и српски новинар. (прем. 2013)
- 1940 — Полин Колинс, енглеска глумица.
- 1942 — Ал Џардин, амерички музичар, најпознатији као суоснивач, гитариста и повремени певач групе The Beach Boys.
- 1947 — Жерар Улије, француски фудбалер и фудбалски тренер. (прем. 2020)
- 1954 — Ненад Прокић, српски драматург и политичар.
- 1962 — Горан Станковић,  српски кардиолог, академик и редовни члан Одељења медицинских наука Српске академије наука и уметности.[1]
- 1963 — Горан Собин, хрватски кошаркаш. (прем. 2021)
- 1964 — Амбер Лин, америчка порнографска глумица, модел и плесачица.
- 1965 — Чарли Шин, амерички глумац.
- 1970 — Гарет Саутгејт, енглески фудбалер и фудбалски тренер.
- 1971 — Паоло Монтеро, уругвајски фудбалер и фудбалски тренер.
- 1973 — Дејмон Стодемајер, амерички кошаркаш и кошаркашки тренер.
- 1975 — Редфу, амерички музичар, плесач, музички продуцент и ди-џеј, најпознатији као члан групе LMFAO.
- 1976 — Ребека Џонсон, америчка глумица и музичарка.
- 1977 — Улоф Мелберг, шведски фудбалер и фудбалски тренер.
- 1979 — Жулио Сезар, бразилски фудбалски голман.
- 1985 — Милош Борисов, црногорски кошаркаш.
- 1988 — Џером Боатенг, немачки фудбалер.
- 1988 — Карла Суарез Наваро, шпанска тенисерка.
- 1992 — Марко Петковић, српски фудбалер.
- 1993 — Доминик Тим, аустријски тенисер.
- 1995 — Огњен Ђуричин, српски фудбалер.
- 1995 — Никлас Силе, немачки фудбалер.

## Смрти
- 496 — Гунтамунд, краљ Вандала и Алана (рођ. отприлике 450).
- 1658 — Оливер Кромвел, енглески државник и војсковођа. (рођ. 1599)
- 1821 — Марашли Али-паша румелијски беглербег и београдски везир.
- 1877 — Луј Адолф Тјер, француски државник и историчар, први председник Треће републике. (рођ. 1797)
- 1883 — Иван Тургењев, руски писац. (рођ. 1818)
- 1948 — Едвард Бенеш, председник Чехословачке. (рођ. 1894)
- 1969 — Хо Ши Мин, председник Демократске Републике Вијетнам. (рођ. 1890)
- 1981 — Зорица Шумадинац, позоришна, филмска и ТВ глумица. (рођ. 1946)
- 1985 — Драган Манце, фудбалер Партизана и идол Гробара. (рођ. 1962)
- 1991 — Френк Капра, амерички филмски режисер италијанског порекла. (рођ. 1897)
- 2002 — Ирена Колесар, позоришна, филмска и ТВ глумица (рођ. 1925)
- 2018 — Ђорђе Николић, југословенски и српски сниматељ (рођ. 1932)